# Kotelwa
Kotelwa (ukrainisch und russisch Котельва) ist eine Siedlung städtischen Typs und war bis Juli 2020 das administrative Zentrum des gleichnamigen Rajons Kotelwa im Osten der ukrainischen Oblast Poltawa  mit etwa 12.100 Einwohnern (2019).

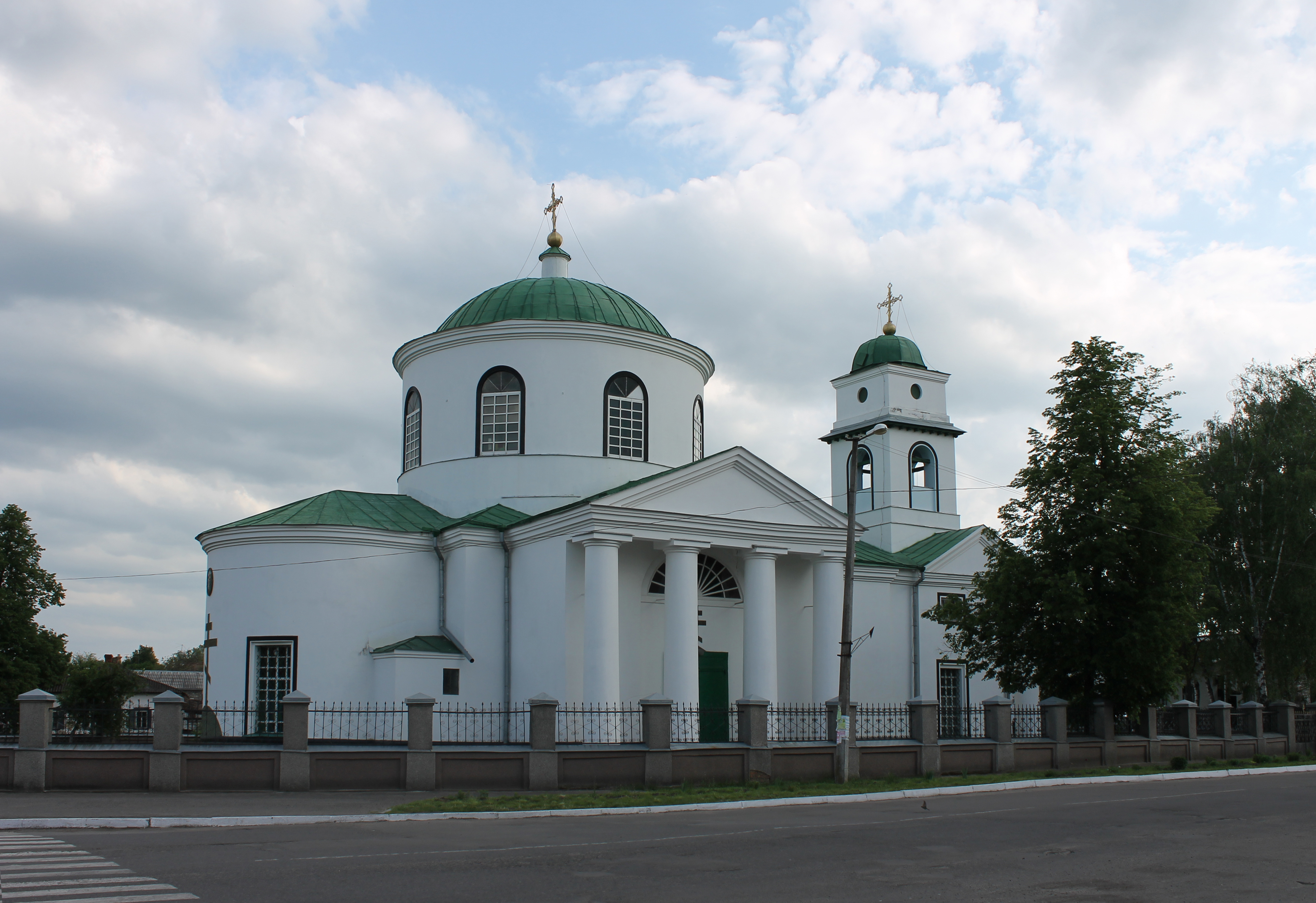
Kirche im Ort

## Geographie
Kotelwa liegt an dem kleinen Nebenfluss der Worskla, dem Kotelwa (Котельва) und seinen Zuflüssen, dem Oreschnja (Орешня) und dem Kotelewka (Котелевка).
Das Oblastzentrum Poltawa liegt 69 km südlich der Siedlung und ist über die Fernstraße N 12 zu erreichen.

## Geschichte
Erstmals schriftlich erwähnt wurde Kotelwa im Jahr 1582. 
Die Siedlung entstand um eine im frühen siebzehnten Jahrhundert erbaute Festung, die das Territorium der Sloboda-Ukraine vor Angriffen der Krim- und Nogaier-Tataren schützten sollte. Am 9. Oktober 1941 wurde die Ortschaft von Truppen der Wehrmacht besetzt und am 9. September 1943 von Truppen der Roten Armee befreit. Seit 1971 besitzt Kotelwa den Status einer Siedlung städtischen Typs.

## Verwaltungsgliederung
Am 12. Juni 2020 wurde die Siedlung zum Zentrum der neugegründeten Siedlungsgemeinde Kotelwa (Котелевська селищна громада/Kotelewska selyschtschna hromada). Zu dieser zählen auch die 9 in der untenstehenden Tabelle aufgelisteten Dörfer, bis dahin bildete sie zusammen mit den Dörfern Kaminne, Mychajlowe und Tscherneschtschyna die gleichnamige Siedlungsratsgemeinde Kotelwa (Котелевська селищна рада/Kotelewska selyschtschna rada) im Norden des Rajons Kotelwa.
Am 17. Juli 2020 kam es im Zuge einer großen Rajonsreform zum Anschluss des Rajonsgebietes an den Rajon Poltawa.
Folgende Orte sind neben dem Hauptort Kotelwa Teil der Gemeinde:
| Name                     | Name             | Name                                    |
| ukrainisch transkribiert | ukrainisch       | russisch                                |
| ------------------------ | ---------------- | --------------------------------------- |
| Bilsk                    | Більськ          | Бельск (Belsk)                          |
| Derewky                  | Деревки          | Деревки (Derewki)                       |
| Kaminne                  | Камінне          | Каменное (Kamennoje)                    |
| Ljubka                   | Любка            | Любка                                   |
| Mlynky                   | Млинки           | Млинки (Mlinki)                         |
| Mychajliwka Perscha      | Михайлівка Перша | Михайловка Первая (Michailowka Perwaja) |
| Mychajlowe               | Михайлове        | Михайлово (Michailowo)                  |
| Sydorjatsche             | Сидоряче         | Сидоряче (Sidorjatsche)                 |
| Tscherneschtschyna       | Чернещина        | Чернещина (Tscherneschtschina)          |

## Bevölkerungsentwicklung
| 1959   | 1970   | 1979   | 1989   | 2001   | 2008   | 2013   | 2019   |
| ------ | ------ | ------ | ------ | ------ | ------ | ------ | ------ |
| 11.984 | 11.945 | 12.029 | 12.943 | 12.667 | 12.495 | 12.459 | 12.122 |

Quelle:;

## Persönlichkeiten
In der Ortschaft kam 1887 der ukrainisch-sowjetische Partisanenführer und sowjetische Generalmajor Sydir Kowpak zur Welt.